# Social Security Disability Insurance
Social Security Disability Insurance (SSDI) is een door loonheffingen gefinancierd federaal verzekeringsprogramma van de Overheid van de Verenigde Staten. Het wordt beheerd door de Social Security Administration (SSA) en is bedoeld om maandelijks uitkeringen te verstrekken aan mensen met een medisch vastgestelde handicap: degenen die een fysieke of mentale beperking hebben en daardoor niet kunnen werken. SSDI biedt geen gedeeltelijke of tijdelijke uitkeringen, maar alleen volledige uitkeringen in gevallen waarin de handicap "naar verwachting ten minste een jaar zal duren of tot de dood zal leiden." In vergelijking met arbeidsongeschiktheidsprogramma's in andere landen binnen de Organisatie voor Economische Samenwerking en Ontwikkeling (OESO) hanteert het SSDI-programma in de Verenigde Staten strikte eisen voor de arbeidsongeschiktheid.
SSDI is anders dan Supplemental Security Income (SSI). In tegenstelling tot SSDI (en ook de Nederlandse WIA-uitkeringen) waar de betaling is gebaseerd op verdiencredits die zijn opgebouwd door eerdere arbeid en daarom wordt beschouwd als een verzekeringsuitkering zonder verwijzing naar ander inkomen of vermogen, is SSI een middelentoetsprogramma in de Verenigde Staten voor gehandicapte kinderen, gehandicapte volwassenen en ouderen die een inkomen en middelen hebben onder bepaalde administratief vastgestelde drempels. Een persoon met een legitieme handicap (vastgesteld op basis van juridische en medische gronden) van elk inkomensniveau kan SSDI ontvangen. ('Handicap' onder SSDI wordt gemeten volgens een andere norm dan onder de Americans with Disabilities Act.)
Informele namen voor SSDI zijn Disability Insurance Benefits (DIB) en Title II disability benefits. Deze namen zijn afgeleid van de titel van het hoofdstuk van het regelgevende deel van de Social Security Act. De oorspronkelijke Social Security Act van augustus 1935 omvatte geen SSDI. SSDI werd echter pas in juli 1956 ingevoerd na twee decennia van beleidsdebatten.

## Uitkeringsgerechtigden

### Aantal en trends
Eind 2020 ontvingen 9,7 miljoen Amerikanen uitkeringen van het SSDI-programma. Dit omvatte 8,2 miljoen gehandicapte werknemers, 1,4 miljoen kinderen van gehandicapte werknemers en 0,1 miljoen echtgenoten van gehandicapte werknemers. Kinderen en echtgenoten worden soms aangeduid als aanvullende begunstigden omdat ze uitkeringen ontvangen op basis van hun relatie met een gehandicapte werknemer, niet omdat ze zelf noodzakelijkerwijs gehandicapt zijn.
Het aantal begunstigden groeide snel tussen 1990 en 2010 voordat het in de laatste jaren afvlakte en vervolgens afnam. Twee denkrichtingen hebben zich ontwikkeld om de snelle groei van het programma in de jaren negentig en begin 2000 te verklaren. Volgens David Autor en Mark Duggan waren beleidswijzigingen en inkomstentrends verantwoordelijk voor deze groei. Wat betreft het beleid, stellen Autor en Duggan dat een hervormingswet voor SSDI het screeningsproces voor handicaps versoepelde, wat leidde tot meer SSDI-toekenningen en een verschuiving in de samenstelling van eisers naar aandoeningen met een lage mortaliteit, zoals psychische aandoeningen en rugpijn. Wat betreft inkomstentrends, stellen Autor en Duggan dat SSDI-uitkeringen in waarde stegen ten opzichte van wat ontvangers zouden hebben verdiend uit werk, wat ertoe leidde dat meer mensen uitkeringen gingen aanvragen. De tweede denkrichting over de groei van het programma in de jaren negentig en begin 2000 benadrukte demografische factoren zoals bevolkingsgroei, vergrijzing van de babyboomgeneratie in hun jaren met een grotere kans op handicaps, de toename van de arbeidsparticipatie van vrouwen, en de verhoging van de volledige pensioenleeftijd voor de sociale zekerheid van 65 naar 66.
Het aantal gehandicapte werknemers bereikte een piek in 2014 met 9,0 miljoen en is sindsdien elk jaar gedaald, tot 8,2 miljoen individuen in 2020.
De snelle groei van het programma in de jaren negentig en begin 2000 leidde tot zorgen dat het Disability Insurance (DI) Trust Fund in 2015 zou worden uitgeput. In reactie hierop heeft het Amerikaanse Congres tijdelijk een deel van de loonheffingen die bedoeld waren voor het Old-Age and Survivors Insurance (OASI) Trust Fund herbestemd naar het DI Trust Fund. De meest recente analyse geeft aan dat het DI Trust Fund naar verwachting niet zal worden uitgeput tot 2057 — eerder dan het verwachte uitputtingsjaar van 2065 zoals vermeld in het rapport van 2020.
Naast gehandicapte werknemers, betaalt het Social Security-programma ook uitkeringen aan gehandicapte weduwen/weduwnaars en gehandicapte volwassen kinderen. Deze begunstigden worden vaak samen met gehandicapte werknemers geanalyseerd omdat dezelfde definitie van handicap wordt gebruikt in het geschiktheidsproces. Echter, uitkeringen voor gehandicapte weduwen/weduwnaars worden betaald uit het Old-Age and Survivors Insurance (OASI) Trust Fund, terwijl uitkeringen voor gehandicapte werknemers en hun afhankelijken worden betaald uit het Disability Insurance (DI) Trust Fund.
De toegang tot SSDI-uitkeringen is dus afhankelijk van de opgebouwde verdiencredits van de gehandicapte werknemer, in tegenstelling tot SSI, dat inkomens- en vermogenslimieten hanteert. Het SSDI-programma speelt een cruciale rol in de sociale zekerheid van de Verenigde Staten door financiële ondersteuning te bieden aan mensen met een ernstige handicap die niet kunnen werken, en het blijft een onderwerp van beleidsdebat en demografische trends.